# Sampdoria Genua (Frauenfußball)
Die Frauenfußballabteilung der Sampdoria Genua besteht seit dem Jahr 2020 und spielte durch die Übernahme der Lizenz von Florentia San Gimignano SSD zwischen 2021 und 2025 erstmals in der Serie A.

## Geschichte
Nachdem der Verein mehrere Jahre nur im Jugendfußball der Frauen aktiv gewesen war, nahm die 1. Mannschaft in der Spielzeit 2020/21 erstmals an der Liga Eccellenza Ligurien teil, der vierthöchsten Spielklasse des italienischen Frauenfußballs. Sampdoria Genua beendete die Saison auf dem 2. Tabellenplatz, scheiterte allerdings im Finale der Play-offs an Pavia Academy 1911. Im Juni 2021 übernahm Sampdoria Genua die Lizenz von Florentia San Gimignano SSD und spielte daraufhin in der Spielzeit 2021/22 erstmals in der Serie A. Am Ende der Saison 2024/25 stieg Sampdoria nach vier Jahren in der höchsten Spielklasse in die Serie B ab. Aus Gründen der wirtschaftlichen Nachhaltigkeit verzichtete der Verein auf eine Registrierung der Frauenabteilung für die Serie B. Auch wenn ein vollständiges Aus der Abteilung ausgeschlossen wurde, ist die sportliche Zukunft derzeit ungewiss.

## Stadion
Die Frauenmannschaft trägt ihre Spiele in dem Gelände Campo Sportivo Tre Campanili in Bogliasco aus.

## Saisonstatistik
| Saison    | Liga         | Platz | S  | U | N  | Tore  | Punkte | Coppa Italia  |
| --------- | ------------ | ----- | -- | - | -- | ----- | ------ | ------------- |
| 2020/21   | Eccellenza 1 | 2.    | 6  | 6 | 0  | 31:10 | 21     | -             |
| 2021/22 2 | Serie A      | 6.    | 10 | 1 | 11 | 29:41 | 31     | Viertelfinale |
| 2022/23   | Serie A      | 8.    | 6  | 3 | 17 | 26:49 | 21     | Viertelfinale |
| 2023/24   | Serie A      | 8.    | 8  | 4 | 14 | 25:42 | 28     | Viertelfinale |
| 2024/25   | Serie A      | 10.   | 2  | 7 | 17 | 18:60 | 13     | Achtelfinale  |